# سوبر إم يو سي
سوبر إم يو سي (بالإنجليزية: SuperMUC)‏ حاسوب فائق وهو اسم الحاسب الجديد في مركز Leibniz-Rechenzentrum في ميونخ، ألمانيا. وتبلغ سرعة أدائه 2.90 بيتا فلوبس.